# Ferraioloïta
La ferraioloïta és un mineral de la classe dels fosfats. S'anomena així en honor de James (Jim) A. Ferraiolo (1947–2014).

## Característiques
La ferraioloïta és un element químic de fórmula química MgMn₄2+(Fe2+0.5Al3+0.5)₄Zn₄(PO₄)₈(OH)₄(H₂O)20. Va ser aprovada com a espècie vàlida per l'Associació Mineralògica Internacional l'any 2015. Cristal·litza en el sistema monoclínic. La ferraioloïta presenta una combinació única d'elements i està estretament relacionada amb la falsterita.

## Formació i jaciments
Va ser descoberta a la mina Foote, al Districte de Kings Mountain (Carolina del Nord, Estats Units). Es tracta de l'únic indret on ha estat trobada aquesta espècie mineral.